# Nemaschema collarti
Nemaschema collarti là một loài bọ cánh cứng trong họ Cerambycidae.